# Смедьєбакен
Смедьєбакен (швед. Smedjebacken) — містечко (tätort, міське поселення) у центральній Швеції в лені Даларна. Адміністративний центр комуни Смедьєбакен.

## Географія
Містечко знаходиться у південно-східній частині лена Даларна за 180 км на північний захід від Стокгольма.

## Історія
У 1918 році Смедьєбакен отримав статус чепінга.

## Герб міста
Герб було розроблено для торговельного містечка (чепінга) Смедьєбакен. Отримав королівське затвердження 1947 року.
Сюжет герба: щит перетятий, у верхньому срібному полі червоний двомачтовий вітрильник, у нижньому червоному полі — три срібні шестерні, дві над однією.
Вітрильне судно означає роль Смедьєбакена на торговельному шляху по Стремсгольмському каналі. Зубчасті колеса символізують промисловість і машинобудування.
Після адміністративно-територіальної реформи, проведеної в Швеції на початку 1970-х років, муніципальні герби стали використовуватися лишень комунами. Цей герб був 1971 року перебраний для нової комуни Смедьєбакен.

## Населення
Населення становить 5 287 мешканців (2018).

## Спорт
У поселенні базується футбольний клуб Смедьєбакенс ФК.

## Галерея

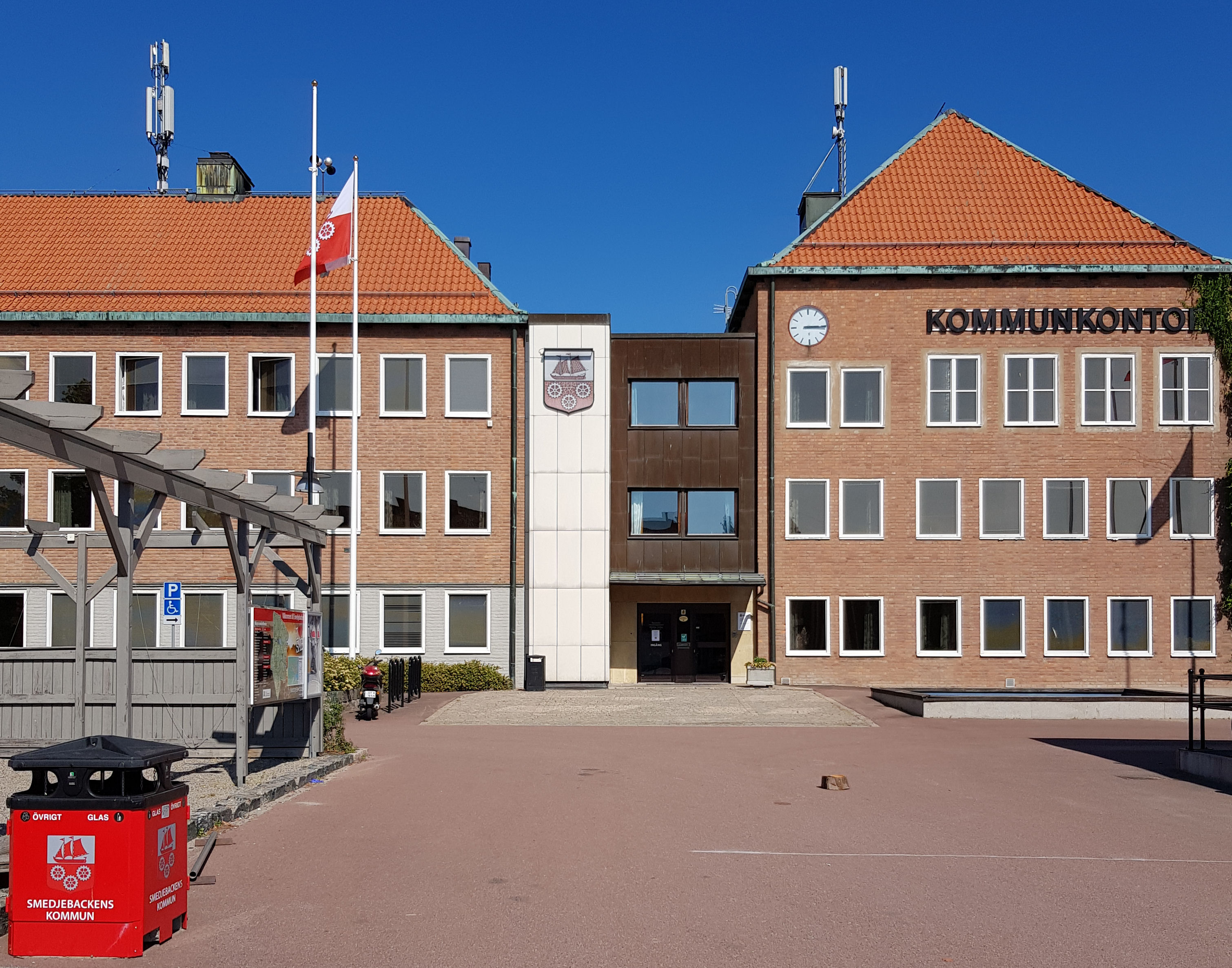
Управа комуни
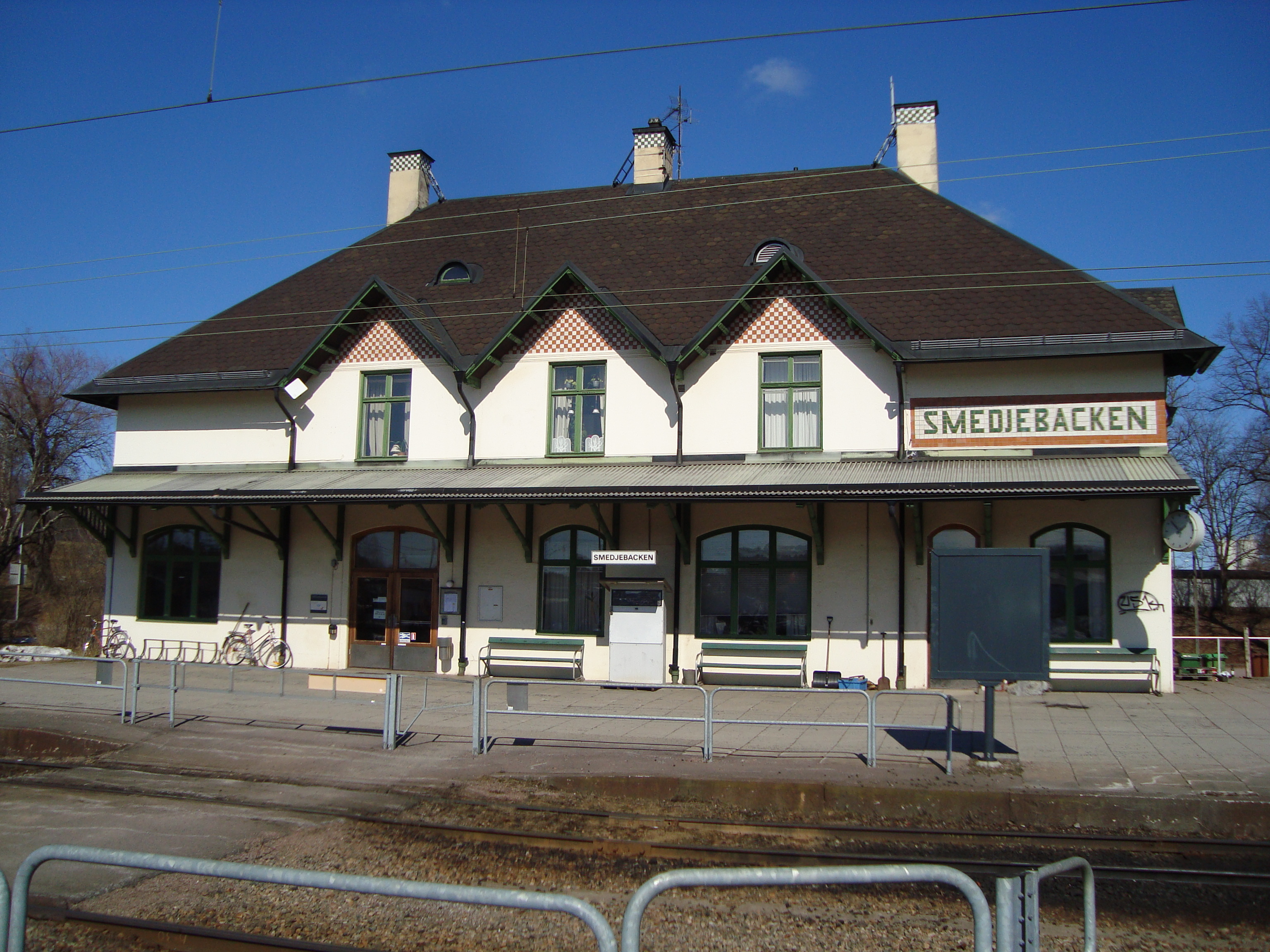
Залізнична станція
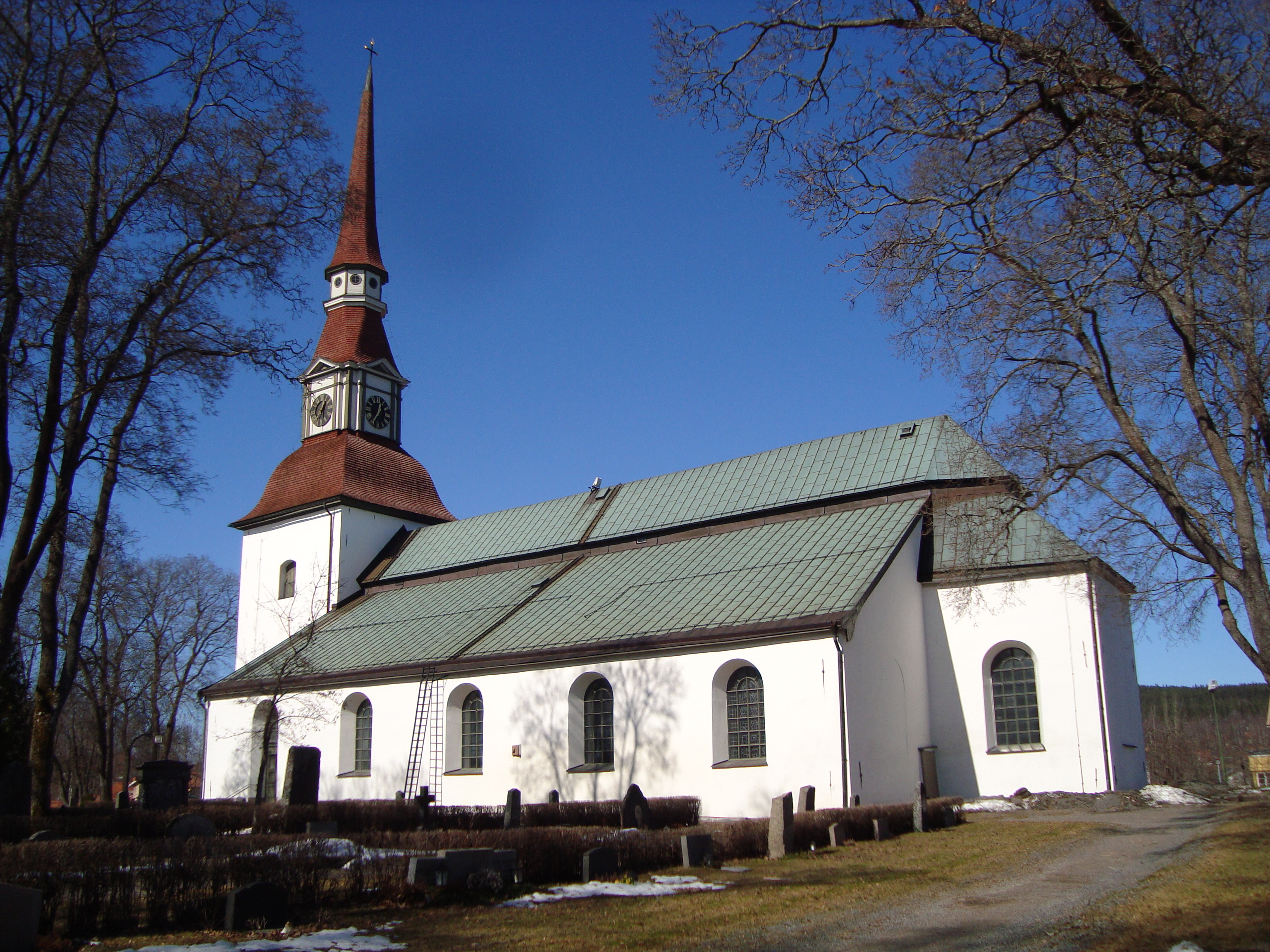
Церква
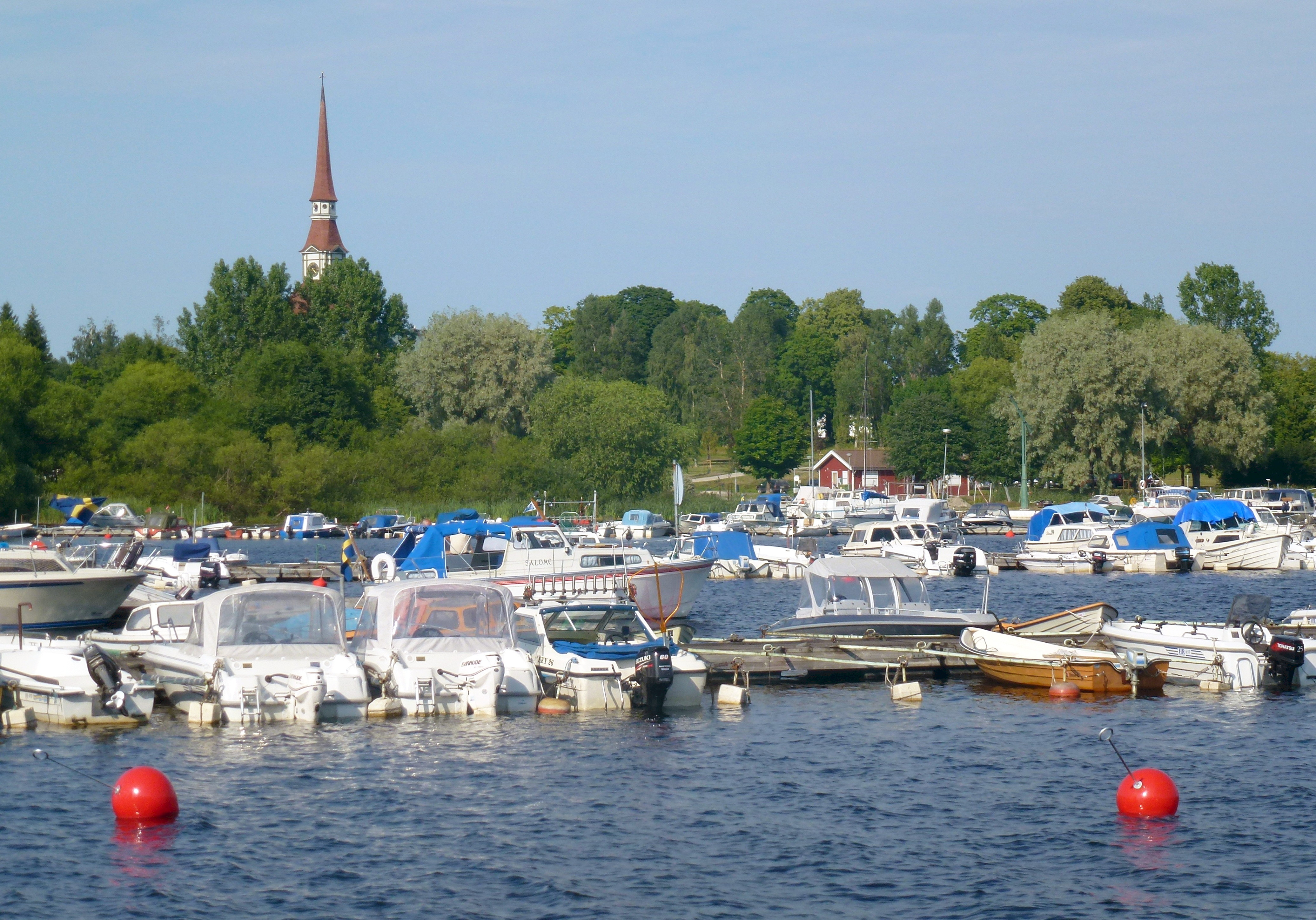
Порт

## Покликання
- Сайт комуни Смедьєбакен